# چارلرز هانسن (دوچرخه‌سوار)
چارلرز هانسن (انگلیسی: Charles Hansen؛ زادهٔ ۲۳ آوریل ۱۸۹۱) دوچرخه‌سوار اهل دانمارک است.